# Khaddar

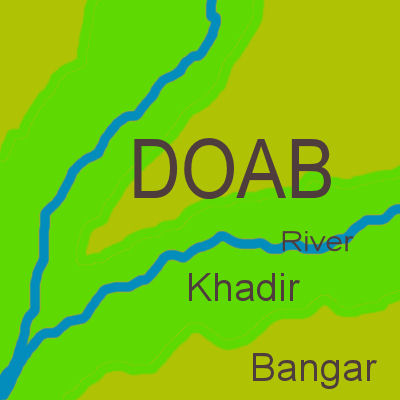
In ogni doab sono presenti un khadar (verde) e un bangar (oliva).

Khaddar (o khādir o khadar; in hindi: खादर) è un termine utilizzato in hindi, urdu, punjabi e sindhi nelle pianure indo-gangetiche dell'India settentrionale e del Pakistan per indicare un particolare tipo di pianura fluviale e suolo alluvionale. Le pianure khaddar sono quelle più pianeggianti situate in prossimità di un fiume. Tali aree vengono spesso inondate e talvolta includono parti di antichi letti fluviali che possono essere coltivati dopo che un fiume ha mutato il proprio corso. Il suolo che le costituisce trattiene l'umidità, è costituito da recenti depositi alluvionali ed è spesso molto fertile. Le zone più elevate e distanti dal vengono dette bangar.
Dal momento che l'India settentrionale e il Pakistan sono attraversati da una molteplicità di fiumi himalayani che dividono le pianure in doab (vale a dire regioni comprese tra due fiumi), la pianura indo-gangetica è tutta un susseguirsi di fiumi, khaddar e bangar.
Molti centri abitati contengono il termine khaddar o khadar nel proprio nome (ad es. Salarpur Khadar nell'Uttar Pradesh).